# بخش کرون
بخش کَروَن یکی از بخش‌های شهرستان تیران و کرون در استان اصفهان ایران است. بر اساس سرشماری عمومی نفوس و مسکن در سال ۱۳۹۵، جمعیت بخش کَروَن برابر با ۳۲٬۶۸۴ نفر بوده‌است. کرون در غرب اصفهان از نزدیکی نجف‌آباد آغاز شده و به نواحی غربی‌تر فریدن منتهی می‌شود. این ناحیه دارای تعداد زیادی قنات است و واژهٔ کرون یعنی جایی که دارای قنات‌های بسیار است.

## پیشینهٔ تاریخی
هر چند آگاهی چندانی از تاریخ پیش از اسلام این منطقه در دست نیست، اما با توجه به پیداشدن گورهایی به شیوهٔ اشکانی در روستای گنهران کرون، دیرینگی این منطقه را می‌توان دست‌کم به دوران اشکانیان رساند. این منطقه در گذشته از مکان‌های مورد علاقهٔ دولتمردان بوده و ظل‌السلطان، به تفصیل از شکارگاه‌ها و وضعیت اقلیمی این منطقه، یاد کرده‌است.

## اقلیم
این منطقه به‌دلیل واقع شدن در منطقه‌ای کوهستانی و هم‌جواری با کوه‌های سر به فلک کشیده دالان‌کوه دارای هوایی معتدل و زمستان‌های سرد است. این منطقه دارای چشمه‌های فراوانی از جمله چشمه مرغاب در شهر عسگران ، چشمه شاهی روستای کرد علیا ، چشمه بابالنگر ، چشمه احمد رضا و... می باشد.

## کشاورزی
1. گندم و جو: از مهم‌ترین محصولاتی که در این منطقه کشت می‌شود می‌توان به گندم و جو اشاره کرد
2. محصولات گلخانه‌ای: این منطقه یک از مهم‌ترین قطب‌های کشت گلخانه‌ای در استان اصفهان است که انواع محصولات گلخانه‌ای اعم از فلفل دلمه‌ای، خیار، گوجه، بادمجان و… تولید می‌شود از روستای‌های پیشتاز در کشت گلخانه‌ای می‌توان به قهریزجان، افجان، علی‌آباد، مبارکه و نسیم آباد و حسین آباد اشاره کرد.
3. زعفران و موسیر: از دیگر محصولات کشت شده در این منطقه می‌توان به زعفران و موسیر اشاره کرد. بزرگترین تولیدکننده موسیر استان اصفهان و همچنین دومین تولیدکننده زعفران این استان بخش کرون است. قطب تولید این دو محصول روستای‌های دولت‌آباد، کرد سفلی، قلعه ناظر و شهر عسگران می‌باشند.
4. از دیگر محصولاتی که در این منطقه کشت می‌شود می‌توان به سیب‌زمینی، پیاز، ذرت، صیفی‌جات، انگور، گردو، بادام و زردآلو اشاره کرد. همچنین این منطقه از مهم ترین رویشگاه طبیعی گیاه کنگر  در غرب استان اصفهان می‌باشد.

## مشاهیر
علی نادری سرمربی فعلی تیم فوتبال ساحلی ایران و یکی از بهترین بازیکنان این رشته ورزشی اهل روستای حسین آباد کرون می باشد.

## جاذبه‌های طبیعی و گردشگری

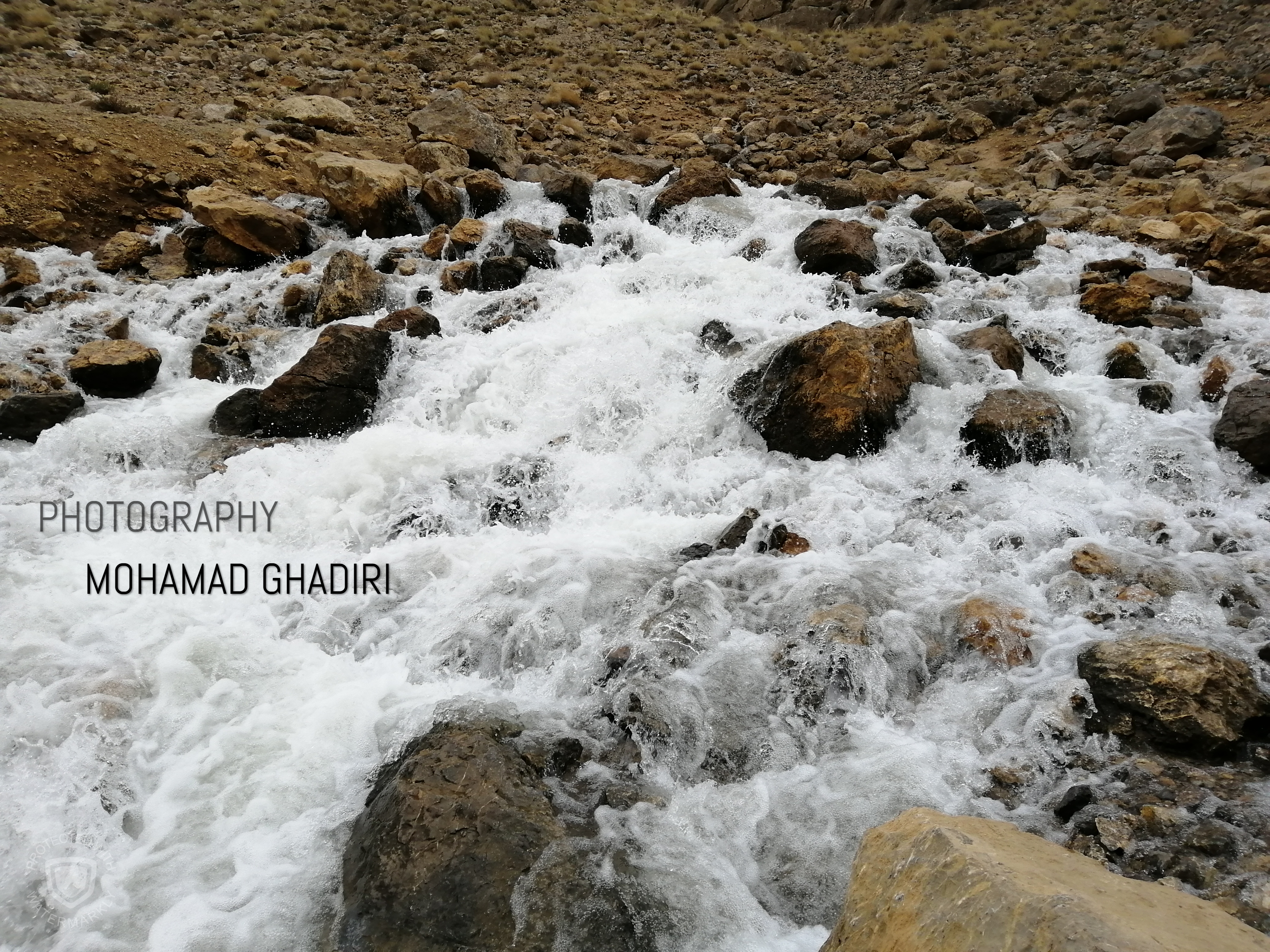
چشمهٔ مرغاب کرون

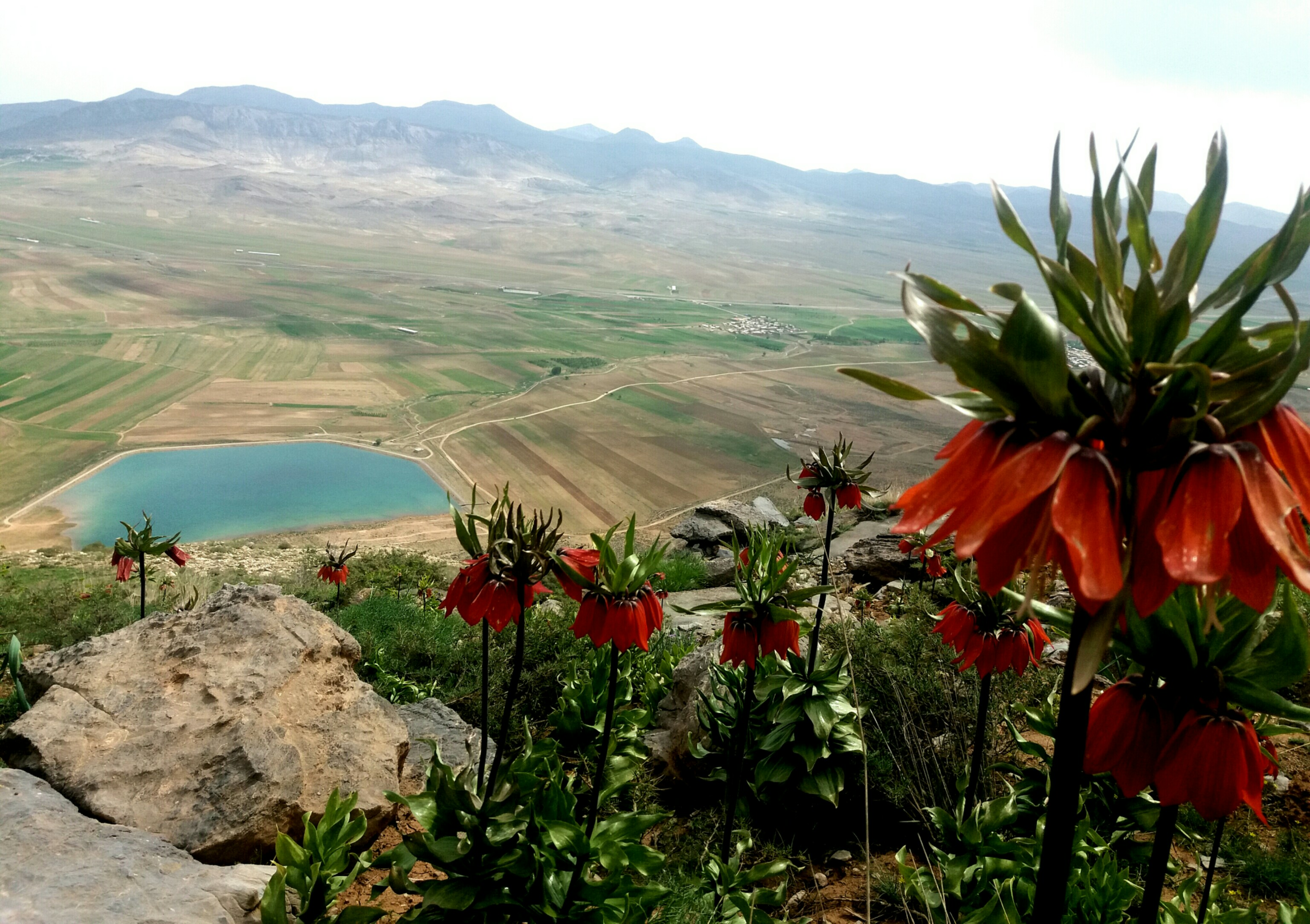
چشمه شاهی و لاله های واژگون کرد علیا

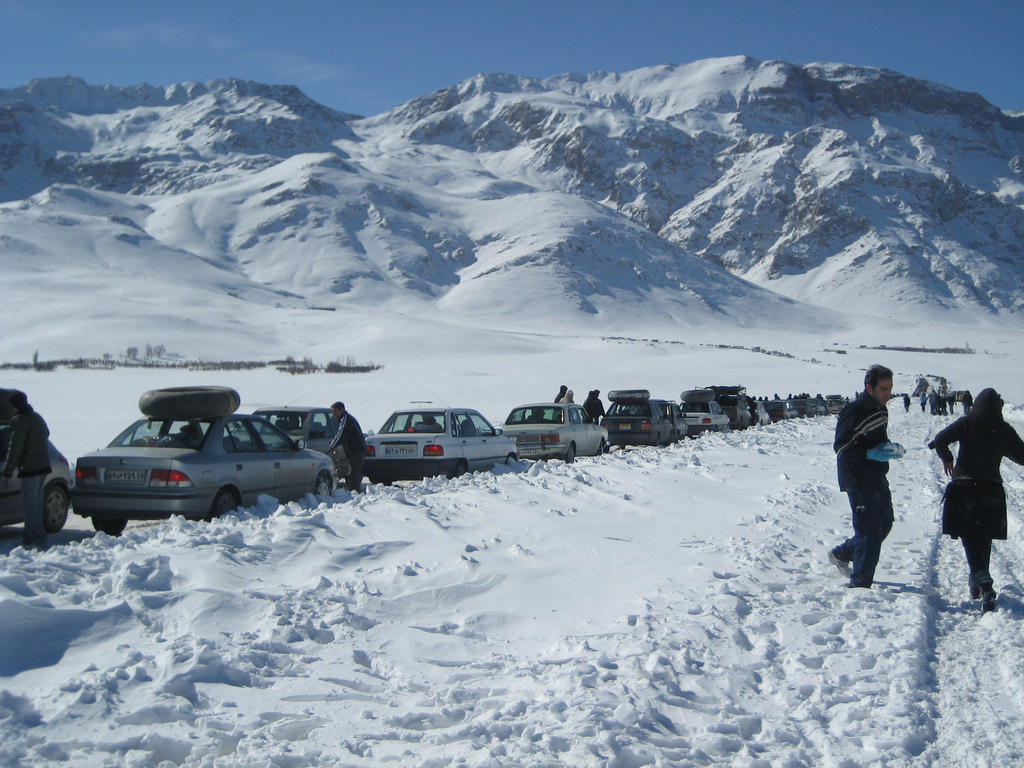
پیست اسکی دالانکوه واقع در بخش کرون

1. چشمهٔ مرغاب: چشمهٔ پرآبی که از رشته‌کوه دالان‌کوه در جنوب روستای قلعهٔ ناظر سرچشمه گرفته و پس از طی مسافتی به سد خمیران منتهی می‌شود.
2. منطقهٔ حفاظت‌شدهٔ دالان‌کوه: منطقهٔ دالانکوه شامل مجموعه‌ای از رشته‌کوه‌هایی است که به‌خاطر ارتفاع زیاد، زمستان‌ها پوشیده از برف و در بهار دارای مراتع سرسبز است.
3. چشمهٔ شاهی روستای کرد علیا: این چشمه در جنوب‌غربی روستای کرد علیا قرار دارد و از کوه‌های دالان‌کوه سرچشمه گرفته و میزان آبدهی آن در بهار به بیشترین حد خود می‌رسد.
4. شهر زیرزمینی روستای کرد علیا
5. آبشار روستای کرد علیا
6. لاله‌های واژگون دالان‌کوه
7. چشمهٔ احمدرضا
8. پیست اسکی دالان‌کوه

## تقسیمات کشوری
- بخش کرون
  - دهستان کرون سفلی
  - دهستان کرون علیا

شهر: عسگران